# Kiss Benedek
Kiss Benedek (Akasztó, 1943. március 19.–) Kossuth- és kétszeres József Attila-díjas magyar költő, műfordító. A Magyar Művészeti Akadémia Irodalmi tagozatának tagja (2007).

## Élete
Kiss Benedek Akasztón született 1943. március 19-én Kiss László Károly és Pusztai Mária gyermekeként. Iskoláit Kalocsán végezte. Az Eötvös Loránd Tudományegyetemen folytatott felsőfokú tanulmányokat magyar-népművelés szakon, 1967-ben diplomázott. Egyetemista korában a Kilencek nevű költői csoportosulás tagja volt.
Gyermekkora a Kiskunsághoz köti. 1967–1968 között nevelőtanárként dolgozott. 1967-től jelentek meg versei. 1969 óta szabadfoglalkozású író és műfordítóként működik. Budapesten él és alkot. 2007 óta a Magyar Művészeti Akadémia tagja.

## Magánélete
1966-ban házasságot kötött Garai Etelka Katalinnal. Két gyermekük született; Virág (1967) és Balázs (1970).

## Költészete
Az Elérhetetlen föld (1969) című antológiában jelentkezett a Kilencekkel, ugyanebben az évben bemutatkozott a Költők egymás közt című antológiában is. Nagyon hamar megtalálta saját hangját. Líráját asszociáció-gazdagság, a költői látás elevensége jellemzi. A természetes költői hangot fokozatosan egészíti ki a tárgyias és intellektualizáló törekvés. A Bruno-dalok ciklusban Giordano Bruno egyéniségébe, magatartásába helyezkedik bele. Többször járt Bulgáriában, hosszabb időt töltött ott. A bolgár költészet ismerőjévé és szakavatott tolmácsolójává vált. Ivan Canev verseit Rózsa Endrével és Utassy Józseffel fordította magyar nyelvre, Rózsával és Utassyval is még az egyetemen a Kilencek körében ismerkedett meg. Gyermekversei a népköltészet világát idézik.

## Művei (válogatás)
- Gazdátlan évszak (versek, 1970)
- Békesség nektek, utak! (versek, 1973)
- Csiga, csiga, facsiga (gyermekkönyv, 1976)
- Korong Matyi álma. Álom Kovács Margit kerámiáira; Móra, Bp., 1980
- Zene-bona (gyermekkönyv, 1982)
- Szemem parazsa mellett (versek, 1982)
- Napok és szemek (versek, 1985)
- Fütty úrfi (gyermekkönyv, 1986)
- A világ örökbefogadása (válogatott versek, 1988)
- Március perzselt mezőin (versek, 1989)
- Korong Matyi álma (mese, Kovács Margit kerámiáira, 1990)
- A világ örökbefogadása (válogatott versek, 1993)
- Szűkülő szemmel (1994)
- Nap-hal-nap (gyermekkönyv, 1996)
- Dimbes-dombos, madaras (gyermekkönyv, 1996)
- Sára könyve (gyermekkönyv, 1999)
- Furcsa világ (gyermekkönyv, társszerző, 2000)
- A havazás mögött (2000)
- Nyáresti delírium (2003)
- Októberi tücskök (gyermekkönyv, 2005)
- Színek vándorlása (gyermekkönyv, 2007)
- Szomorúan és boldogan (2007)
- Kata könyve (gyermekkönyv, 2008)
- Apokrif litánia, 2007–2009; Püski, Bp., 2009
- Fénnyel, füttyel. Gyermekversek II. (Kass János rajzaival, 2009)
- Utak keresztje. Összegyűjtött versek, 1962–2009; Holnap, Bp., 2010
- Napi gyász, napi vigasz. Új versek; Széphalom Könyvműhely, Bp., 2012
- Isten csavargója. Válogatott versek, 1962–2012; Hitel Könyvműhely–Nemzeti Kultúráért Alapítvány, Bp., 2013
- Lombjukat a fák elejtik. Új versek; Széphalom Könyvműhely, Bp., 2014
- Ínyemről a bor zamata. A szőlő és a bor gyönyörűsége. Válogatás, 1968–2018; Tipp Cult, Bp., 2020 (Parnasszus könyvek. P'art)
- Mi közöm hozzátok, emlékeim. Az Alföld bűvöletében. Válogatott versek; Hitel Könyvműhely–Nemzeti Kultúráért és Irodalomért Alapítvány, Bp., 2020

## Műfordításai
- K. Sztanisev: Mesék a híres vándorcirkuszról (1981)
- Karalijcsev-Todorov: A gólya Szilján : balkáni mesék (1984)
- Ivan Canev versei (1985)

## Díjak, elismerések (válogatás)
- Radnóti-díj (1971)
- Móricz Zsigmond-ösztöndíj (1976)
- József Attila-díj (1979, 1999)
- A Magyar Köztársasági Érdemrend tisztikeresztje (1994)
- Horizont-díj (1997)
- Arany János-jutalom (2003)
- Balassi Bálint-emlékkard (2003)
- Salvatore Quasimodo-életműdíj (2011)
- Arany János-díj (2011)
- Magyarország Babérkoszorúja díj (2014)
- Prima díj (2017)
- Kossuth-díj (2018)